# Famille de Vissec
La famille de Vissec est une famille noble française d'extraction qui trouve son origine au château de Vissec dans la vallée de La Vis au pied du causse du Larzac et à l'extrémité des diocèses de Lodève et d'Alais.
Cette famille s'est éteinte en 1867 par la mort de François Louis de Vissec de Latude.

## Histoire
Elle fait remonter sa filiation prouvée au XIVe siècle, mais on trouve un Gérald de Vissec mentionné en 1077, un autre Gérald en 1112, puis un Raymond en 1164 dans le cartulaire de Gellone.[réf. nécessaire]
En 1080, une donation aurait été faite à cette même abbaye par Raymond de Roquefeuil qui épousa Stéphanie de Vissec.

## Branches des Vissec
Elle a donné plusieurs branches.

### Branche principale de Vissec

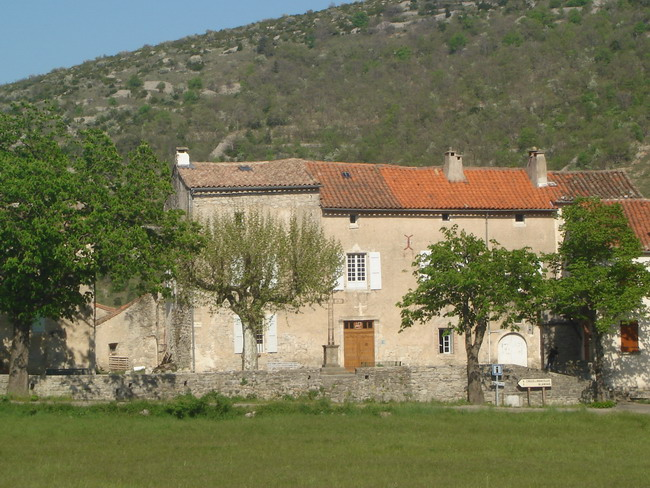
Château de Vissec IMH

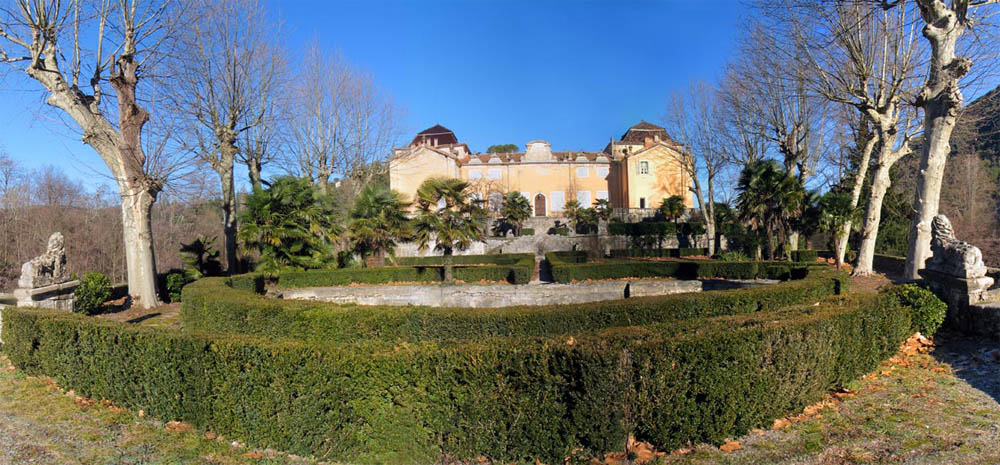
Château de Saint-Laurent-le-Minier IMH

Jean de Vissec (+28 août 1334) est évêque de Maguelone.
Guy de Vissec (d. 1324) est prieur de l'abbaye de Gellone à St Guilhem le désert.
Cette branche s'éteint au  début du XVIIe siècle au décès de Pierre de Vissec, seigneur du lieu et de Belvèze, marié à Louise Dupont.

### Branche des Vissec de Latude
Cette branche acquiert, par le mariage en 1629 de Jean-Pons de Vissec de Latude (1657) avec Jeanne de Saint-Étienne, la baronnie de Ganges qui donnait droit d'entrée aux États du Languedoc, et qui sera érigée en marquisat en 1663 en faveur de son fils Charles de Vissec de Latude.
En 1667, un triste fait divers va marquer l'histoire de ce dernier : il s'agit de l'assassinat de sa femme Diane de Joannis de Chateaublanc par ses deux beaux-frères : le chevalier de Malte Bernardin de Vissec et l'abbé Henri de Vissec. Convaincu de complicité, Charles de Vissec est emprisonné trois ans, son marquisat lui est retiré au profit de son autre frère François, puis de son fils Alexandre de Vissec de Ganges (1659-1713).
- Alexandre Dumas relate un autre événement, le mariage, en 1675, de Marie Esprite de Vissec de Latude: "La fille du marquis de Ganges épousa en premières noces le marquis de Perraud qui était plus que septuagénaire, et qui avait été autrefois amant de sa grand-mère qu'il avait failli épouser. Madame de Perraud fut un modèle de vertu; elle épousa en secondes noces le comte de***, jeune homme très aimable, et quoique ce mariage fût très assorti, elle eut une intrigue amoureuse, selon Madame Du Noyer".
- Au début du XVIIIe siècle, la comtesse de Ganges, épouse de François de Vissec de Latude, est la maîtresse du cardinal de Bonzi.
- De 1730-1738 : Pierre de Vissec de Ganges (1652-1737) est gouverneur des Invalides.
- En 1743, Charles Alexandre de Vissec de Latude acquiert par mariage le Château de Saint-Laurent-le-Minier.
- Le dernier représentant direct de cette famille, Charles Philippe de Vissec de Latude, 5e marquis de Ganges, s'éteint en 1815.

## Armoiries et devise
Ecartelé d’argent et de sable, à l'origine
Ecartelé aux 1 et 4 échiqueté de 16 pièces d’or et de gueules, aux 2 et 3 contre-écartelé d’or et de gueules ; sur le tout écartelé d’argent et de sable, après le mariage de Jean Pons avec la baronne de Ganges
Devise : Sisto non sistor (vainqueur jamais vaincu)

## Généalogie
- Raymond, seigneur de Vissec X Bérangère
  - Guillaume
  - Jean de Vissec ( - 1334), évêque de Maguelone
  - Géraud, seigneur de Vissec
    - Jean (1370-1436), seigneur de Sorbs et de Salces X (1400) Ermessende de Saint-Jean
      - Jacques X (1448) Anne de Mijolan
        - Pierre, seigneur de Vissec, de Latude et de Jonquières X (1474) Alix de Lozeran du Fesq
          - Arnaud ( - 1579), seigneur de Latude X (1525) Souveraine de Lodève, dame de Fontès
            - Jean ( - av. 1657), baron de Fontès X (1564) Anne de Morlhon
              - Jean Pons (v. 1600 - 1657), seigneur de Saint-Marsal X (1629) Jeanne de Saint-Étienne, baronne de Ganges
                - Charles (1639 - 1736), marquis de Ganges X (1658) Diane de Joannis de Chateaublanc
                  - Alexandre (1660 - 1713), marquis de Ganges, baron du Languedoc X (1692) Marguerite de Ginestous
                    - Alexandre Louis (1694 - 1720), marquis de Ganges, baron du Languedoc X (1718) Marie Charlotte de La Rochefoucauld

## Personnages dont le rattachement n'est pas prouvé
- Jean Maurice, chevalier et capitaine et son frère Bernard vicomte et capitaine, XVIIIe siècle[3]. 1776 Jean-Maurice VISSEC de LATUDE, seigneur de Lamécourt, Rubécourt, Pouru-Saint-Rémy et Douzy, chevalier de l'ordre de Saint-Louis.
- Jean Henry, dit Danry, dit Masers de Latude, qui se disait le fils naturel d'un Vissec de Latude, est un prisonnier français, célèbre par ses nombreuses évasions.